# Franz Brandl (Politiker)
Franz Brandl (* 13. Juli 1902 in Linz; † 29. Oktober 1990 ebenda) war ein österreichischer Politiker (ÖVP) und Bäckermeister. Er war von 1945 bis 1949 Abgeordneter zum Nationalrat.

## Leben
Brandl wurde als Sohn des aus Eisenerz stammenden Bäckermeisters und Politikers Alois Brandl geboren. Er besuchte die Volksschule und die Untermittelschule und erlernte in der Folge den Beruf des Bäckers. Er absolvierte die Bäckerfachschule in Bochum und arbeitete als Bäckergeselle in verschiedenen Kurorten wie Franzensbad und Karlsbad. Nach dem Tod seines Vaters übernahm Brandl den väterlichen Betrieb „Alois Brandl KG“. Von 1949 bis 1965 war er Inhaber des Hotels Brandl in Linz.
Brandl engagierte sich in der Landes- und Bundesinnung der Bäcker, war ab 1945 Obmann der Meisterkrankenkasse und Vorstandsmitglied der Internationalen Bäckervereinigung. Er gehörte 1945 zu den Mitbegründern des Österreichischen Wirtschaftbundes (Landesgruppe Oberösterreich), war im Vorstand des Kaufmännischen Vereins Linz und Präsident sowie Ehrenpräsident der Oberösterreichischen Volkskreditanstalt. Zwischen dem 19. Dezember 1945 und dem 8. November 1949 vertrat er die ÖVP im Nationalrat.
Brandl war verheiratet und Vater von vier Kindern.

## Auszeichnungen
- 1966: Goldenes Ehrenzeichen für Verdienste um die Republik Österreich[1]
- 1973: Ehrenpräsident der OÖ. Volkskreditbank
- Julius-Raab-Medaille des Österreichischen Wirtschaftsbundes
- Silbernes und Goldenes Ehrenzeichen der Handelskammer